# Gauwirtschaftskammer Sachsen
Die Gauwirtschaftskammer Sachsen war 1943 bis 1945 die Gauwirtschaftskammer für den Gau Sachsen.

## Geschichte
Mit der Machtergreifung der Nationalsozialisten wurden 1933 die Handwerkskammern und die Industrie- und Handelskammern gleichgeschaltet und das Führerprinzip eingeführt. Die Selbstverwaltung der Wirtschaft hatte damit ein Ende gefunden. 
Mit der Gauwirtschaftskammeraufbauverordnung (GWKAV) vom 30. Mai 1942 wurden die Handwerkskammern und IHKs aufgehoben und Gauwirtschaftskammern gebildet. Die Organisation folgte räumlich den Reichsgauen, die von 1939 bis 1945 bestanden, damit entstand die Gauwirtschaftskammer Sachsen mit Sitz in Dresden.
Sie löste damit die Industrie- und Handelskammern Dresden, Leipzig, Chemnitz, Plauen und Zittau sowie die sächsischen Handwerkskammern ab. An den bisherigen Standorten verblieben Außenstellen.
Mit dem Kriegsende endete auch die Tätigkeit der Gauwirtschaftskammer. 1946 wurde in der SBZ eine Industrie- und Handelskammer Sachsen neu gebildet. Zu einer Wiederherstellung der Selbstverwaltung der Wirtschaft kam es aber erst nach der Wende 1990.

## Personen
Präsident der Kammer war der frühere Präsident der Industrie- und Handelskammer Dresden Wilhelm Wohlfahrt. Als Hauptgeschäftsführer wurde Georg Bellmann bestimmt.